# Monastère Sainte-Scholastique
 (octobre 2015).
Le monastère de Sainte-Scholastique est un couvent de bénédictines situé sur la commune d'Urt (Pyrénées-Atlantiques) faisant partie de la congrégation de Subiaco.

## Histoire
Le monastère est fondé en mai 1883 dans une maison de maître du XVIIIe siècle. Le monastère de Sainte-Scholastique ouvre par la suite une fabrique de cierges et se dote d'une église en 1941. En 1960, deux nouveaux bâtiments sont terminés autour du cloître.
L'abbaye Notre-Dame de Belloc, suivant elle aussi la règle de saint Benoît, est également située à Urt.